# The Borderers
The Borderers - titulada en España Los hombres de la frontera - fue una serie de la BBC emitida entre 1968 y 1970. Fue creada por Bill Craig y protagonizada por Iain Cuthbertson, Ross Campbell y Michael Gambon, entre otros. 
Fue un drama histórico del siglo XVI sobre la vida de la familia Ker, que vivió en la frontera entre Inglaterra y Escocia.
En España se emitió titulada como "Hombres de la frontera", doblando al protagonista (Gambon) el actor Héctor Cantolla.

## Personajes
- Michael Gambon - Gavin Ker
- Ross Campbell - Jamie Ker
- Iain Cuthbertson - Sir Walter Ker
- Edith MacArthur - Margaret Ker
- Russell Waters - Pringle
- Margaret Greig - Grizel Ker